# Campeonato Mundial de Memória

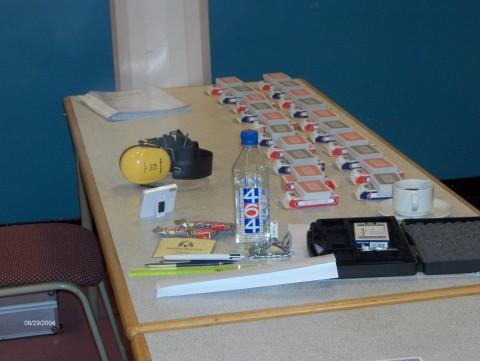
Uma mesa com alguns objetos utilizados na competição.

O Campeonato Mundial de Memória (World Memory Championships) é uma competição organizada de esporte mental em que os concorrentes memorizam tanta informação quanto possível dentro de um determinado período de tempo. O campeonato ocorre anualmente desde 1991 e seu primeiro vencedor foi Dominic O'Brien. 
Em 2007, Alberto Dell'Isola tornou-se o primeiro brasileiro a participar do campeonato.
O Campeonato Mundial de Memória consiste em dez disciplinas diferentes, nas quais os competidores têm que memorizar o quanto for possível em um determinado período de tempo:
1. Números gerais dentro de uma hora
2. Números dentro de cinco minutos
3. Números falados, lidos um por segundo
4. Dígitos Binários em trinta minutos (0111001...)
5. Uma hora usando cartas (gravar quantas cartas de baralho for possível)
6. Uma lista de palavras aleatórias
7. Nomes e rostos (duração de quinze minutos, tendo sido o recorde mundial de 212 nomes reconhecidos)
8. Datas históricas em um intervalo de cinco minutos (tanto eventos fictícios, quanto anos históricos)
9. Imagens abstratas (pontos pretos e brancos formados aleatoriamente)
10. Velocidade com as cartas (sempre a última matéria; memorizar a ordem de cartas embaralhadas em um conjunto de 52 cartas o mais rápido possível, tendo sido o recorde Mundial de 15.7 segundos).